# Koullouna Lilouataan Lil Oula Lil Alam
Koullouna Lilouataan Lil Oula Lil Alam é o hino nacional do Líbano, com letra de Rachid Nakhlé e melodia de Wadih Sabra. Foi adotado em 12 de julho de 1927, sete anos após a proclamação do estado do Grande Líbano durante o Mandato Francês.